# Nile Rodgers
Nile Rodgers (* 19. září 1952 New York) je americký kytarista, zpěvák, hudební producent a skladatel. Od roku 1976 působí ve skupině Chic. Podílel se na několika albech zpěváka Davida Bowieho, jako Let's Dance (1983) a Black Tie White Noise (1993). Spolupracoval také s Peterem Gabrielem, Jeffem Beckem nebo Madonnou. Složil hudbu k filmům Pozemšťanky jsou lehce k mání (1988), Cesta do Ameriky (1988) a dalším. V roce 2013 spolupracoval s francouzským duem Daft Punk na jejich albu Random Access Memories.